# فياتشسلاو سالداتسينكا
فياتشسلاو سالداتسينكا (بالروسية: Вячеслав Игоревич Солдатенко)‏ مواليد 23 يوليو 1994 في روسيا البيضاء، هو لاعب كرة يد بيلاروسي يلعب كحارس مرمى. مثل منتخب بيلاروسيا لكرة اليد.

## سجل المنافسة
شارك في البطولات التالية:
- بطولة العالم لكرة اليد للرجال 2017
- بطولة أوروبا لكرة اليد للرجال 2016

## روابط خارجية
- فياتشسلاو سالداتسينكا على موقع الاتحاد الأوروبي لكرة اليد (الإنجليزية)